# Encyclopædia Iranica
Encyclopædia Iranica est un grand projet du centre d'études iraniennes de l'université Columbia visant à créer une encyclopédie en langue anglaise sur l'histoire et la culture de la civilisation iranienne (Perse), ainsi que sur les différentes langues iraniennes. Son champ d'étude est centré sur l'Iran et l'Afghanistan, ainsi que sur des parties du Moyen-Orient, le Caucase, l'Asie centrale et le sous-continent indien, depuis la préhistoire à nos jours. 
Le seizième volume — chaque volume comprend six fascicules — est en cours de publication, sur un total prévu de trente . Ehsan Yarshater en était l'éditeur fondateur, et il a été rejoint par Mohsen Ashtiany et Mahnaz Moazami, ainsi que toute une équipe dirigée par Mahmoud Khayami (en), incluant 40 éditeurs et 910 auteurs universitaires aux États-Unis, en Europe et en Asie, dont Nicholas Sims-Williams (en), Richard Nelson Frye, Gherardo Gnoli, Xavier de Planhol, Hamid Algar (en), Christoph Marcinkowski et d'autres.
Depuis 1979, elle a été sponsorisée par la Fondation nationale pour les sciences humaines (NEH) et des fonds lui ont été versés par le NEH et diverses organisations charitables ou individus.
Le texte complet des articles en anglais est disponible à la consultation en ligne.